# 水历
水曆是水族特有的历法。现行水曆与夏历大体一致，主要区别在于水曆建戌，以夏历九月为岁首。

## 物候曆
水曆起初是一种物候曆（自然曆）。水族先民通过观察气象变化、候鸟迁栖等自然现象来预测寒暑交替、指导农业生产。最早的水历将一年分为“盛”与“挪”两个季节，其中“盛”泛指热天，大约为仲春至孟秋，“挪”泛指冷天，大约为仲秋至孟春。

## 古水曆
古水曆盛行于元代，至明清时仍有使用。古水曆是一种阳历，每年360天，分为12个月、每月30天，以地支纪年、月、日。据说水曆最初以秋分为岁首，但可能是由于岁差的原因，岁首后来推迟至夏历九月（建戌）。古水曆不设闰年、闰月或闰日，以星象调整360天与回归年长度（约365.2422日）之间五天多的差异，并以亥日为元旦，称为“端节”。

## 新水历
明清时期水族借鉴夏历创立了新水曆，属于阴阳历。其曆月为朔望月，大月为30天、小月为29天。现行水曆与夏曆一样采用闰月调整朔望月与回归年之间的关系。不过水历将闰月置于九月与十月之间，与夏曆无中气置闰的原则并不相同。此外，古水曆以夏曆九月为岁首、以亥日为元旦的习惯则延续至今。

### 纪日法
现行水曆采用二十八宿与干支相结合的七元甲子纪日法。每一甲子为60天、称为一元，故七元甲子共420天。一周期420天可分为15个二十八宿循环。水族二十八宿与汉族二十八宿的对照如下表所示：
| 汉族宿名 | 水族宿名 | 汉族宿名 | 水族宿名 | 汉族宿名 | 水族宿名 | 汉族宿名 | 水族宿名 |
| -------- | -------- | -------- | -------- | -------- | -------- | -------- | -------- |
| 角木蛟   | 蟹宿     | 斗木獬   | 蝎宿     | 奎木狼   | 螺宿     | 井木犴   | 鹅宿     |
| 亢金龙   | 龙宿     | 牛金牛   | 牛头宿   | 娄金狗   | 狗宿     | 鬼金羊   | 鬼宿     |
| 氐土貉   | 貉宿     | 女土蝠   | 女人宿   | 胃土雉   | 雉宿     | 柳土獐   | 蜂宿     |
| 房日兔   | 兔宿     | 虚日鼠   | 鼠宿     | 昴日鸡   | 鸡宿     | 星日马   | 马宿     |
| 心月狐   | 日宿     | 危月燕   | 燕宿     | 毕月乌   | 鸟宿     | 张月鹿   | 蜘蛛宿   |
| 尾火虎   | 虎头宿   | 室火猪   | 猪宿     | 觜火猴   | 猴宿     | 翼火蛇   | 蛇宿     |
| 箕水豹   | 豹头宿   | 壁水貐   | 鱼宿     | 参水猿   | 獭宿     | 轸水蚓   | 蚯蚓宿   |

七元甲子中，第一元甲子起于鼠宿，第二元甲子起于螺宿，第三元甲子起于鸟宿，第四元甲子起于鬼宿，第五元甲子起于蛇宿，第六元甲子起于貉宿，第七元甲子起于豹头宿。这一纪日方法在汉族历史上也曾使用过，《星历考原》中有载：
|  | 日有六十，宿有二十八，四百二十日而一周。四周二十者与二十八俱可以度尽也，故有七元之说：一元甲子起虚，以子象鼠而虚，为日鼠也；二元甲子起奎；三元甲子起毕；四元甲子起鬼；五元甲子起冀；六元甲子起氐；七元甲子起箕。至七元尽而甲子又起虚，周而复始。 |

### 纪年法
水曆纪年同样采用七元甲子法，以420年为一元。汉族曆法亦曾使用过此种纪年法，后为日本貞享曆所沿用。

## 节日
水族的主要节日包括：
- 端节：水语称“借端”，是水族的年节，也是水族最隆重的节日，为水历十二月至二月间的亥日，各地按传统分期分批过节。
- 卯节：水语称“借卯”，是部分水族地区的年节，主要盛行于贵州黔南州三都县与荔波县。卯节为水历九、十月间的卯日，与端节同样为各地分批过节。水族中有“过端不过卯、过卯不过端”的传统。
- 苏宁喜节：水历四月丑日，相传为生母娘娘送子嗣的日子。“苏宁喜”即为水语“四月丑日”之意。
- 荐节：水语“正月”之意，即汉族春节。
- 敬霞节：“霞”为水语“水神”之意，是水族祭祀水神的节日，为水历丑未年或子年九、十月间的酉日。